# Liste von Draisinenstrecken

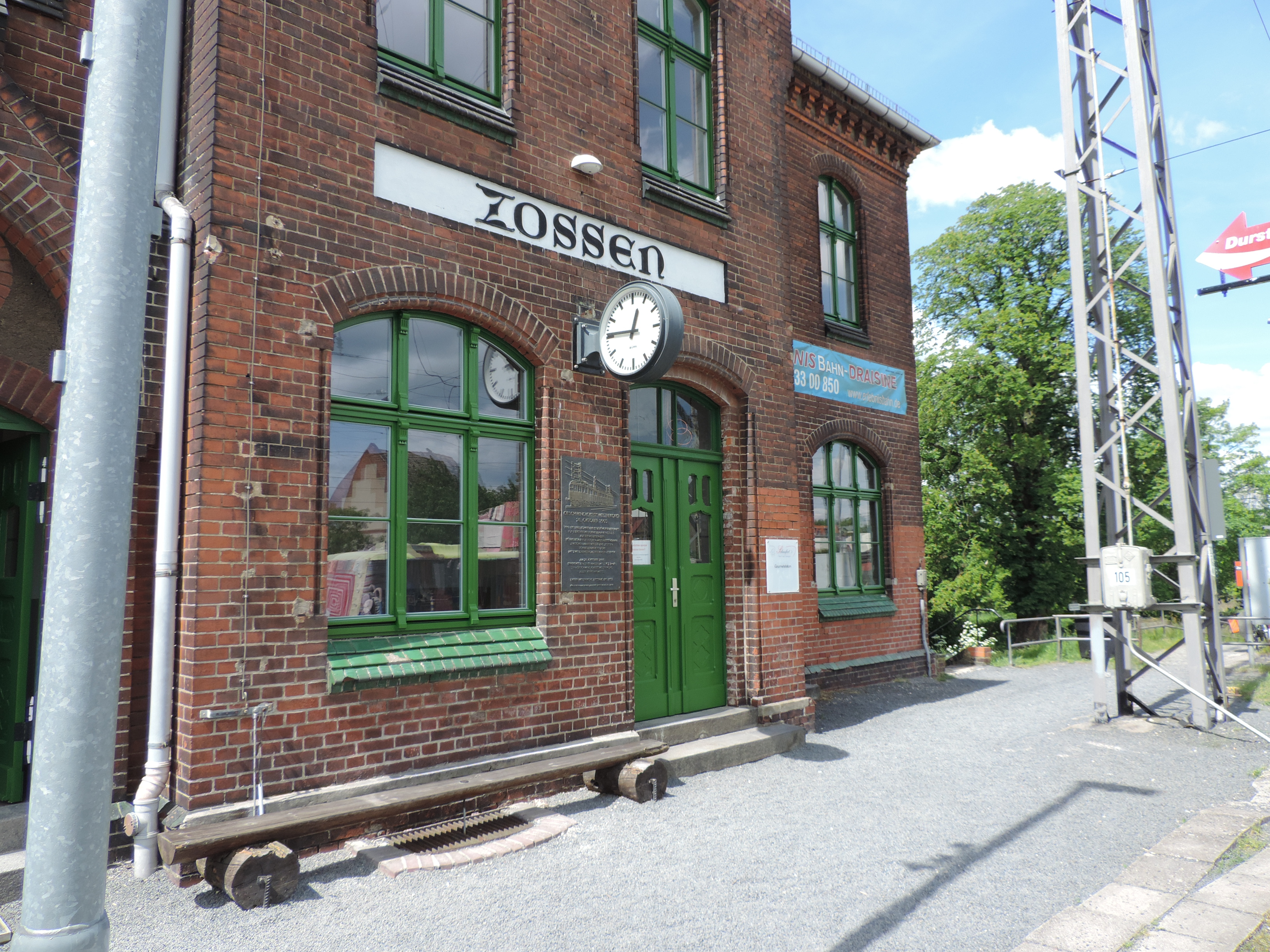
Draisinenbahnhof Zossen, Brandenburg (D)

Auf folgenden ehemaligen Eisenbahnstrecken findet Draisinenverkehr statt.

## Deutschland

### Baden-Württemberg
- Auf dem rund vier Kilometer langen Abschnitt Laufen–Untergröningen der Oberen Kochertalbahn nordöstlich von Stuttgart wurde am 28. August 2009 ein touristischer Fahrraddraisinenbetrieb eröffnet.[1]

### Brandenburg
- Die Draisinenstrecke der Erlebnisbahn Zossen–Jänickendorf verläuft südlich von Berlin über 25 Kilometer[2] von der Notteniederung durch die Sperenberger Heide ins Baruther Urstromtal. Sie benutzt die Gleise der ehemaligen Königlich Preußischen Militär-Eisenbahn.
- Die Draisinenstrecke Templin-Fürstenberg  verlief auf einer Teilstrecke der Bahnstrecke Britz–Fürstenberg via Lychen und konnte bis 2021 in beiden Richtungen gebucht werden.
- Seit 2001 ist südlich von Berlin die Draisinenstrecke Mittenwalde–Töpchin in Betrieb. 2006 wurde diese Bahn um die Strecke Königs Wusterhausen–Mittenwalde erweitert (siehe auch Königs Wusterhausen-Mittenwalde-Töpchiner Kleinbahn). (Länge bis zu 27 km)
- Die Draisinenstrecke von Werneuchen, Ortsteil Tiefensee, nach Sternebeck nordöstlich von Berlin hat 2004 ihren Betrieb aufgenommen.(Länge 12 km)
- Nordwestlich von Berlin ist seit 2006 die Draisinenstrecke Kremmen–Germendorf in Betrieb (Länge 10 km).[3]

### Hessen

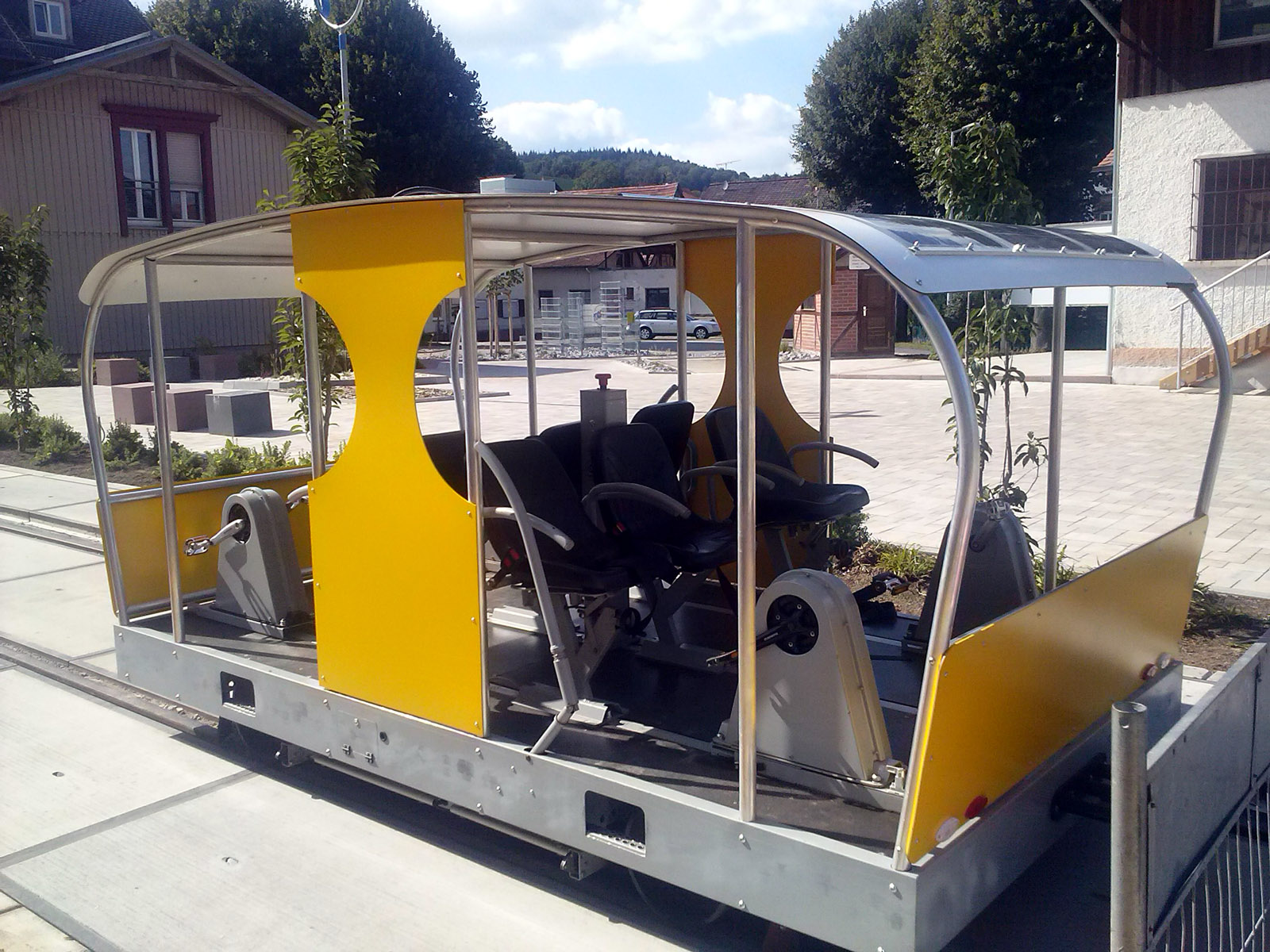
Eine Solardraisine im Bahnhof von Wald-Michelbach im August 2013. Deutlich sind die Sitze mit Tretgeneratoren zu erkennen.

- Eder-Draisine auf der Ederseebahn von Affoldern nach Hemfurth[4]
- Solardraisine auf der Überwaldbahn von Mörlenbach nach Wald-Michelbach im Odenwald, elektrischer Antrieb mit Pedal-Tretgeneratoren und Unterstützung durch Photovoltaikmodule auf dem Dach. An zwei technisch gesicherten Bahnübergängen haben die Draisinen nach Anforderung durch Tastendruck Vorrang vor dem Straßenverkehr.
- Auf der Aartalbahn zwischen Diez–Freiendiez (Rheinland-Pfalz) und Aarbergen–Michelbach (Hessen) wurde durch den Arbeitskreis Aartalbahn ebenfalls ein Betrieb mit historischen hölzernen Handhebeldraisinen eingerichtet.
- Wehretal-Draisine auf einem Teilstück der Kanonenbahn von Waldkappel nach Bischhausen. Mittlerweile stillgelegt und wieder abgebaut wegen Vereinsauflösung.[5] Auf den Fahrten wurde die Signaltechnik mit einbezogen, wodurch die Besucher einen Eindruck von der Bedeutung der funktionsbereiten mechanisch betriebenen Signale und Schranken der deutschen Bahnen erhielten. Dadurch hatten die Fahrraddraisinen an den beschrankten Bahnübergängen Vorrang vor dem Straßenverkehr.

### Mecklenburg-Vorpommern
- Im Naturpark Nossentiner/Schwinzer Heide führt eine Draisinenstrecke von Karow in der Nähe des Plauer Sees nach Borkow[6].
- Nördlich von Waren (Müritz) kann auf 13 km bis Schwinkendorf gefahren werden[7].

### Niedersachsen

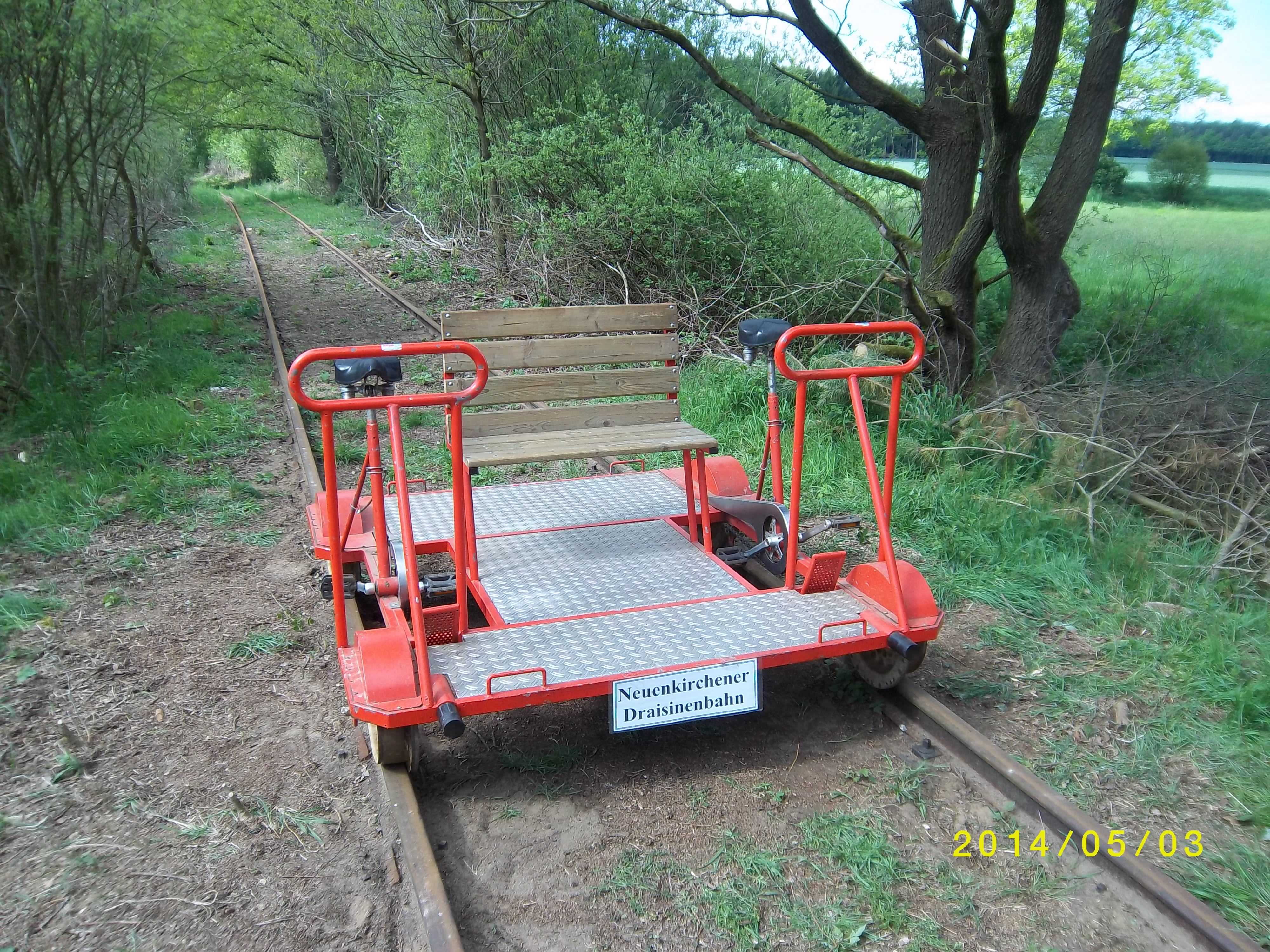
Schienenfahrrad auf der Neuenkirchener Draisinenbahn

- Zwischen Rinteln-Süd und Alverdissen (NRW) kann in den Sommermonaten auf der Extertalbahn gefahren werden.
- Bei Bodenwerder verkehren Handhebeldraisinen auf dem Streckenabschnitt zwischen Buchhagen nach Dielmissen durch das Lennetal.
- Zwischen Bleckede (Waldfrieden) und Alt Garge gibt es die Möglichkeit,[8] mit viersitzigen Pedal-Draisinen auf einer Werkbahnstrecke des dortigen ehemaligen Kraftwerkes durch das Biosphärenreservat Niedersächsische Elbtalaue zu fahren.
- Auf der stillgelegten Bahnstrecke Quakenbrück–Rheine sind zwischen Quakenbrück und Nortrup sowie zwischen Nortrup und Fürstenau Draisinenfahrten möglich, sowohl mit Fahrrad- als auch Handhebeldraisinen.
- In Westerstede gibt es an der ehemaligen sieben Kilometer langen Bahnstrecke Westerstede–Ocholt eine Draisinenbahn mit viersitzigen Pedaldraisinen und der Möglichkeit, einen Waggon mit mehreren Plätzen mit zwei Draisinen zu verbinden.[9]
- In der Nähe von Bremen befindet sich die Draisinenbahn Wilstedt-Ostereistedt-Zeven. Auf der Strecke zwischen Wilstedt – Ostereistedt – Zeven kann man zwischen Fahrrad- und Handhebeldraisinen wählen.
- Auf der Warnetalbahn zwischen Salzgitter-Bad und Börßum bietet die die Dampflok-Gemeinschaft 41 096 e.V. mehrmals im Jahr Fahrten mit einer Motor- oder Handhebeldraisine an.
- Bei Neuenkirchen verkehrt auf dem Streckenabschnitt der früheren Bahnstrecke Soltau–Neuenkirchen zwischen dem Bahnhof und der B 71 die Neuenkirchener Draisinenbahn.[10]
- Zwischen Hänigsen, Wathlingen und Nienhagen bietet der Kalibahn Niedersachsen Riedel e.V. Draisinenfahrten an. Es kommen Fahrrad-, Handhebel- und Motordraisinen zum Einsatz.
- Ab Mitte 2021 kann zwischen Wittingen und Ohrdorf auf der ehemaligen Bahnstrecke Wittingen-Oebisfelde  gefahren werden.

### Nordrhein-Westfalen

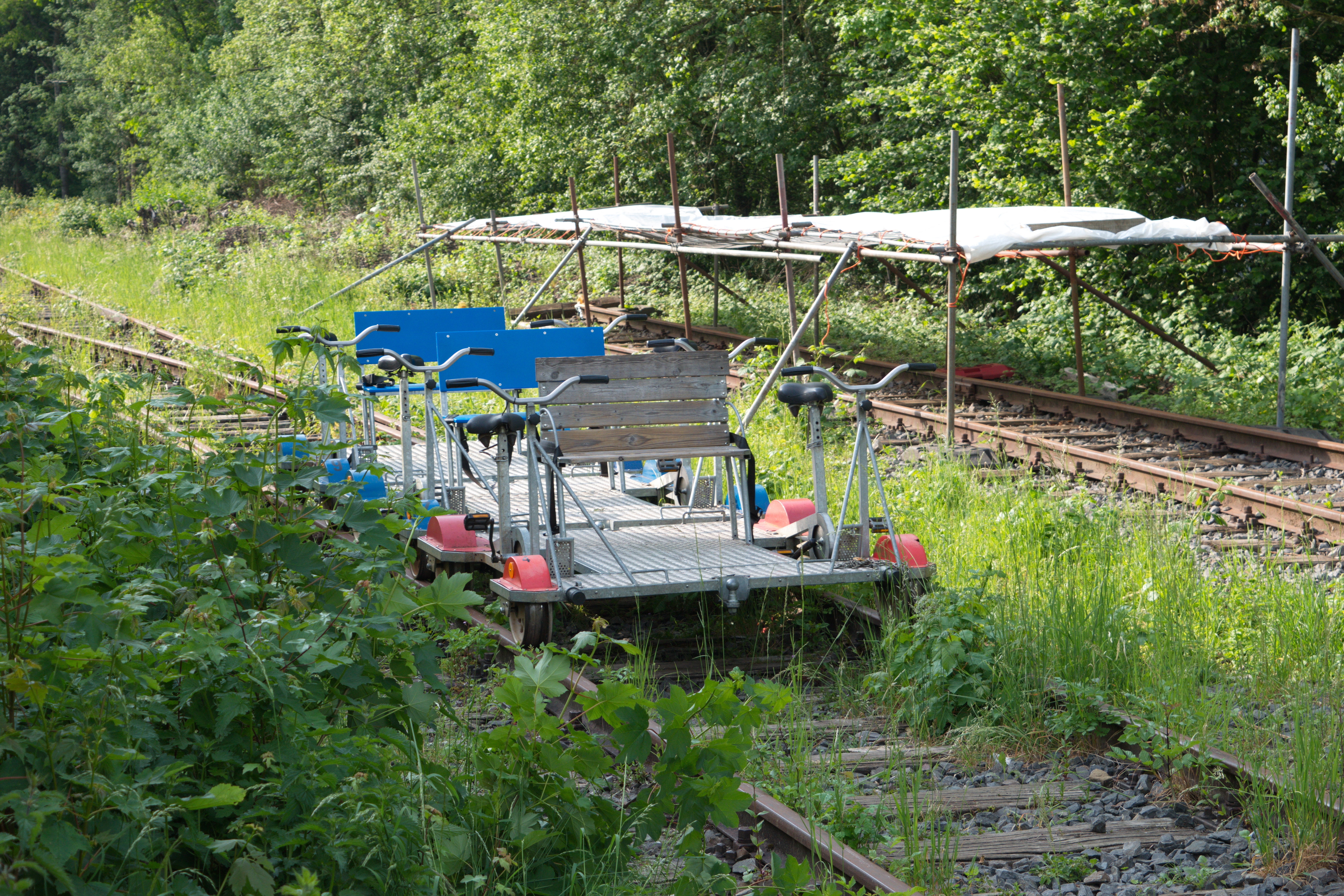
Draisine auf der Wuppertalbahn

- Zwischen Rinteln Süd (Nds) und Alverdissen kann in den Sommermonaten mit viersitzigen Draisinen auf den Schienen der Extertalbahn (18,1 km von Rinteln nach Alverdissen, ca. 2,5 h in gemütlichem Tempo, zurück ca. 1,5 h) gefahren werden, auch für Rollstuhlfahrer ist eine Draisine vorhanden.[11]
- Zwischen Rahden und Wagenfeld auf einem stillgelegten Stück der Bahnstrecke Bünde–Bassum.[12]
- Zwischen Monschau-Kalterherberg und Sourbrodt (Belgien) über die Vennbahn durch das Hohe Venn.[13]
- Zwischen Kleve, Kranenburg und Groesbeek (NL) fährt seit dem 27. April 2008 die Grenzland-Draisine. Angeboten werden zwei Etappen (5,5 km von Kranenburg nach Groesbeek/NL und über 10 km von Kleve nach Kranenburg) auf dem aktuell stillgelegten Abschnitt der Linksniederrheinischen Strecke.[14]
- Eisenbahnmuseum Metelen Land – 100 m Vereinsgleis mit Handhebeldraisine
- Im Eisenbahnmuseum Bochum in Bochum-Dahlhausen kann man mit einer Handhebeldraisine 250 m hin und her fahren.
- Neuenkirchen-St. Arnold – Auf einem Teil der stillgelegten Bahnstrecke Duisburg–Quakenbrück sind auf 750 m im Bereich des dortigen Bahnhofes Draisinenfahrten mit einer Handhebeldraisine möglich.[15]
- Auf der alten Wuppertalbahn von Wuppertal nach Radevormwald ist nach dem Bau der Wuppertalsperre auf Betreiben des Vereins Wupperschiene e. V.[16] die landschaftlich schöne Teilstrecke von Wuppertal-Beyenburg nach Radevormwald-Wilhelmsthal nutzbar geblieben. Auf einer Länge von ca. 8,5 km konnte sie von 2008 bis 2023 als Wuppertrail[17] mit Fahrraddraisinen für vier bzw. fünf Fahrgäste befahren werden. Spezielle Draisinen mit einer sicheren Rollstuhl-Plattform erlaubten es auch Menschen mit Handicap mitzufahren. Ob bzw. wann Draisinenfahrten wieder angeboten werden können, bleibt b.a.w. ungewiss.[18]
- Am Bahnhof Wuppertal-Loh befindet sich eine 1,7 km lange Draisinenstrecke, die am Wochenende gegen eine Spende befahren werden kann.[19]
- Zwischen Oberbrügge und Halver kann seit 2015 die Schleifkottenbahn mit Fahrraddraisinen befahren werden. Die Strecke ist ca. 6,5 km lang und führt u. a. durch einen ca. 300 m langen Tunnel.[20]

### Rheinland-Pfalz
- Die Draisinenstrecke in der Westpfalz auf dem stillgelegten Abschnitt der Glantalbahn zwischen Altenglan und Staudernheim. Es kann zwischen der Kurzstrecke bis Lauterecken (17,5 km ab Altenglan) und der vollen 38,5 km langen Distanz gewählt werden.
- Zwischen Bornheim bei Landau (Pfalz) und Westheim kann von Mai bis Oktober auf der 12 km langen Strecke (Hin- und Rückfahrt bis zu 24 km) der Südpfalz-Draisinenbahn geradelt werden (vgl. Bahnstrecke Germersheim–Landau). Der Verkehr erfolgt in eine Richtung (die erste Hälfte des Tages in Richtung Westheim, die zweite Hälfte nach Bornheim zurück). Bis 2014 war Lingenfeld der Wendepunkt.[21]
- Auf der Aartalbahn zwischen Diez–Freiendiez (Rheinland-Pfalz) und Aarbergen–Michelbach (Hessen) wurde durch den Arbeitskreis Aartalbahn ebenfalls ein Betrieb mit Handhebeldraisinen eingerichtet.
- Auf der Westerwald-Querbahn zwischen Rennerod und Fehl-Ritzhausen wurde durch die IG Westerwald-Querbahn e.V. ein Draisinenbetrieb mit Handhebeldraisinen eingerichtet. Diese verkehren ab Ostern 2014 auf dem 6 Kilometer langen Abschnitt[22].

### Saarland
- Auf der Warndt- und Rosseltalbahn zwischen der ehem. Grube Warndt und Völklingen-Wehrden verkehrte erstmals 2007 im Sommerhalbjahr unter dem Namen Warndt-Express eine Fahrraddraisine mit Draisinenführer (die „Florentine“). 2008 kam eine weitere für sieben Personen hinzu. Ausgangspunkt der Fahrten ist der Bahnhof von Großrosseln, von wo aus in Richtung Warndt-Grube oder Völklingen–Wehrden gefahren werden kann. Die Warndt- und Rosseltalbahn diente bis 2005 dem Transport von Steinkohle von der Grube Warndt der Saarbergwerke AG (später DSK, heute RAG) und war elektrifiziert; die Fahrleitung wurde inzwischen abgebaut.

### Sachsen

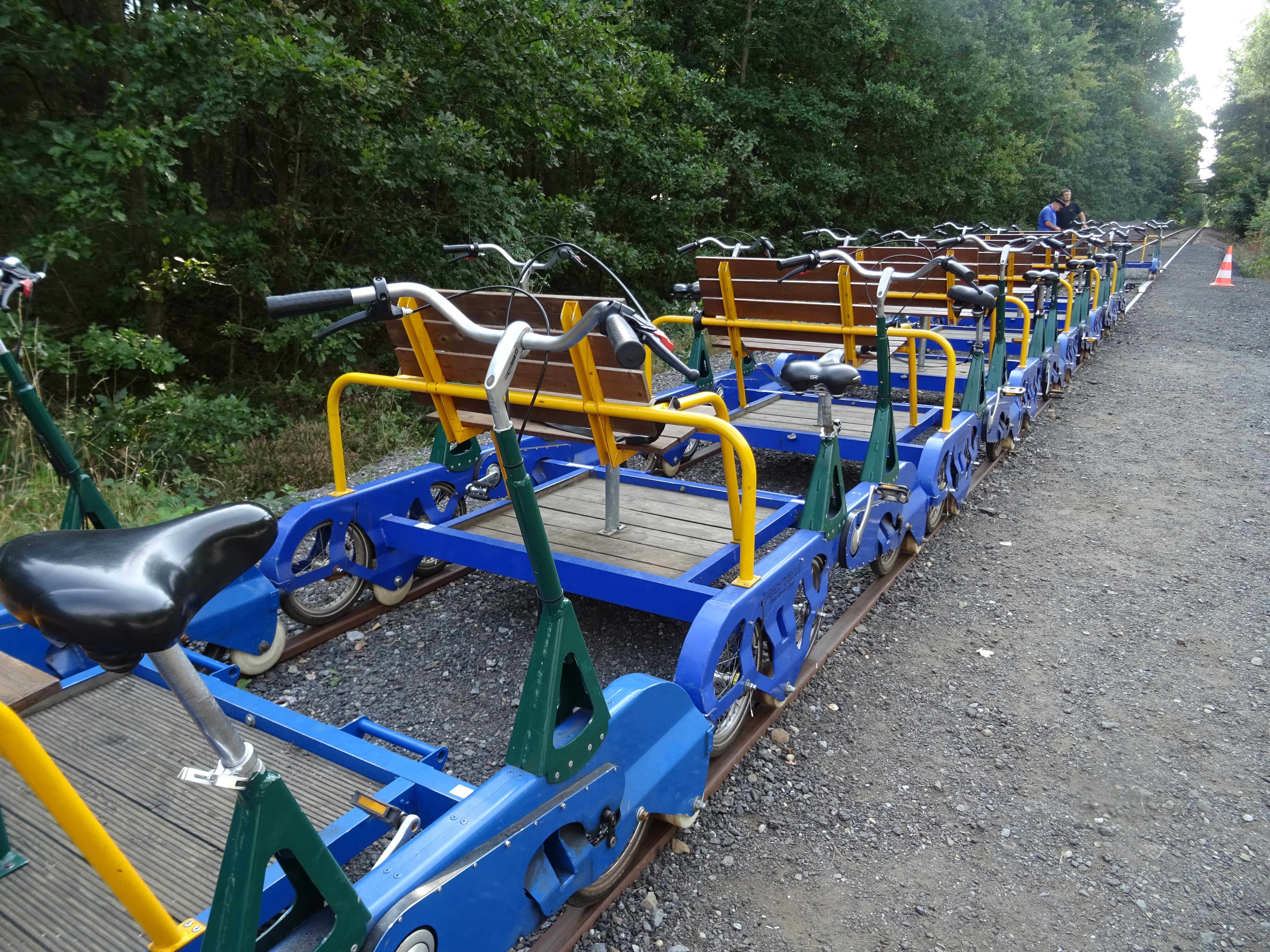
Fahrraddraisine bei Sachsendraisine

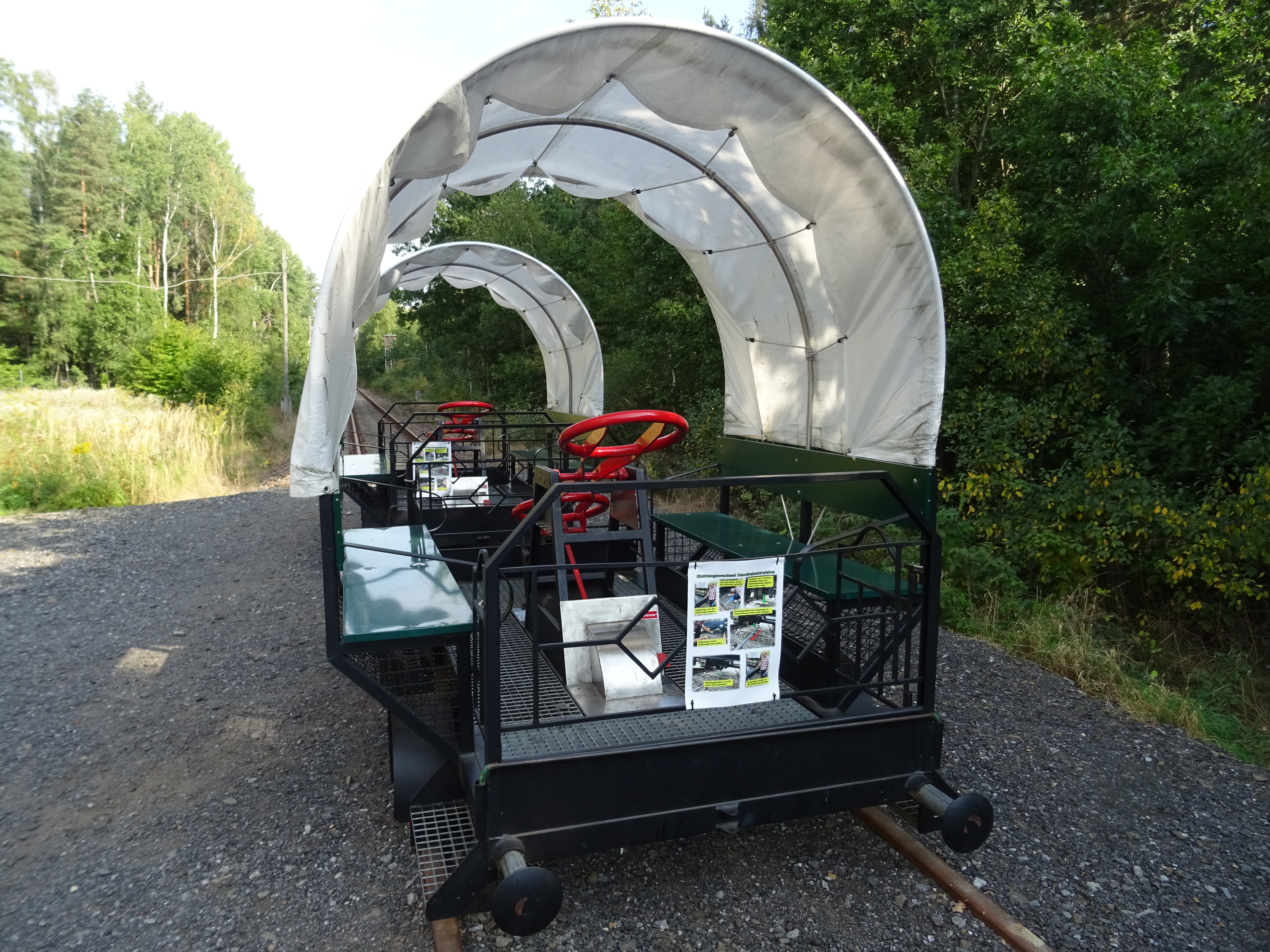
Hebeldraisine bei Sachsendraisine

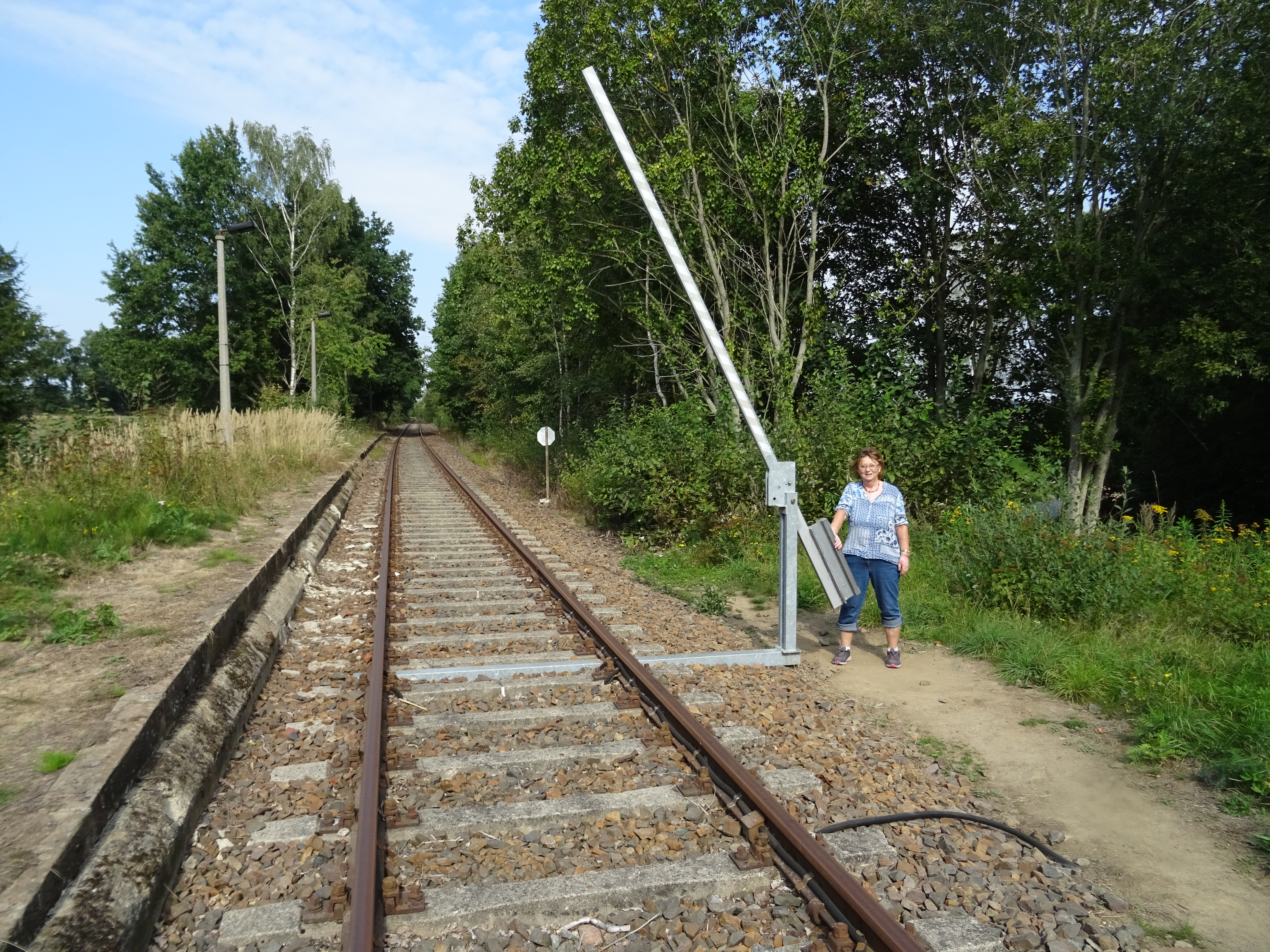
Schienenschranke an einem Bahnübergang zur K 8704

- In Brand-Erbisdorf in Langenau betreibt der Eisenbahnverein Langenau e.V. eine 5 km lange Strecke.
- im Bahnhofsbereich Wilsdruff betreibt die IG Verkehrsgeschichte Wilsdruff e.V. eine Strecke
- in der Energiefabrik Knappenrode: Lausitzer Bergbaumuseum (Hoyerswerda, OT Knappenrode) betreibt der Förderverein Lausitzer Bergbaumuseum Knappenrode e.V. einen 2,7 km langen Rundkurs, 900 mm Spur, ehemalige Kohleverbindungsbahn[23]
- von Arnsdorf nach Dürrröhrsdorf betreibt die Mecklenburgische Draisinenbahn eine Strecke, auf der ein Teil mit einer Handhebeldraisine und ein Teil mit Fahrraddraisinen genutzt werden kann[24]

### Sachsen-Anhalt
- Zwischen den Orten Oranienbaum, Vockerode und Gräfenhainichen ist auf den stillgelegten Kohleversorgungsstrecken des ehemaligen Kraftwerk Vockerode, sowie auf Teilen der Zschornewitzer Kleinbahn, die der Versorgung des stillgelegten Kraftwerk Zschornewitz galt, Draisinenverkehr zu touristischen Zwecken möglich.

### Schleswig-Holstein
- Zwischen Marne und Sankt Michaelisdonn in Dithmarschen können in den Sommermonaten mit Pedalen und zusätzlich mit Segeln angetriebene Draisinen von vier Personen pro Gefährt gefahren werden.
- Von 2006 bis 2008 war zwischen Malente und Lütjenburg (Holsteinische Schweiz) eine Draisinenstrecke in Betrieb. Inzwischen wurde der Betrieb wieder aufgenommen[25].
- Zwischen Neumünster und Wankendorf gibt es seit 2006 einen Draisinenverkehr. Startpunkt ist Bokhorst-Bahnhof.
- Mit der Erlebnisbahn Ratzeburg über die Kaiserbahn nach Hollenbek.
- Zwischen Leck (Kreis Nordfriesland) und Unaften (Kreis Schleswig-Flensburg) auf maximal 42 km (Hin- und Rückfahrt).

### Thüringen
- Seit 2003 war vom Eichsfelder Kanonenbahnverein e.V. ein Abschnitt der ehemaligen Bahnstrecke Leinefelde–Treysa in Nordwestthüringen als Draisinenstrecke vorgesehen. Hier werden seit dem 15. Mai 2006 Fahrten angeboten, die auch über das 24 Meter hohe Eisenbahnviadukt über dem Ort Lengenfeld unterm Stein führen.[26]

- Seit 2008 bemüht sich der DBV-Förderverein der Max und Moritzbahn e.V. den Abschnitt Schmiedefeld-Lichte Ost der Bahnstrecke Probstzella–Neuhaus am Rennweg in Südthüringen zu befahren. Dies findet statt, seitdem im September 2008 die Genehmigung erteilt wurde.

- Seit 2011 führt der Verein Thüringer Oberlandbahn Fahrten auf zwei Teilstrecken der Bahnverbindung Triptis–Marxgrün rund um Ziegenrück durch. Auf dem 11 Kilometer langen Südabschnitt wird die 32 Meter hohe und 115 Meter lange Ziemestalbrücke überquert. Wie auf der Kanonenbahn befinden sich auch hier Tunnel.

## Belgien
- Zwischen Kalterherberg und Sourbrodt 7,1 km über die Vennbahn durch das Hohe Venn. Die Strecke ist vollständig belgisches Staatsgebiet.[27]

## Niederlande
- teilweise Niederlande, zwischen Kleve, Kranenburg und Groesbeek (NL) fährt seit dem 27. April 2008 die Grenzland-Draisine. Angeboten werden zwei Etappen (5,5 km von Kranenburg nach Groesbeek/NL und über 10 km von Kleve nach Kranenburg) auf dem aktuell stillgelegten Abschnitt der Linksniederrheinischen Strecke.[28]

## Österreich

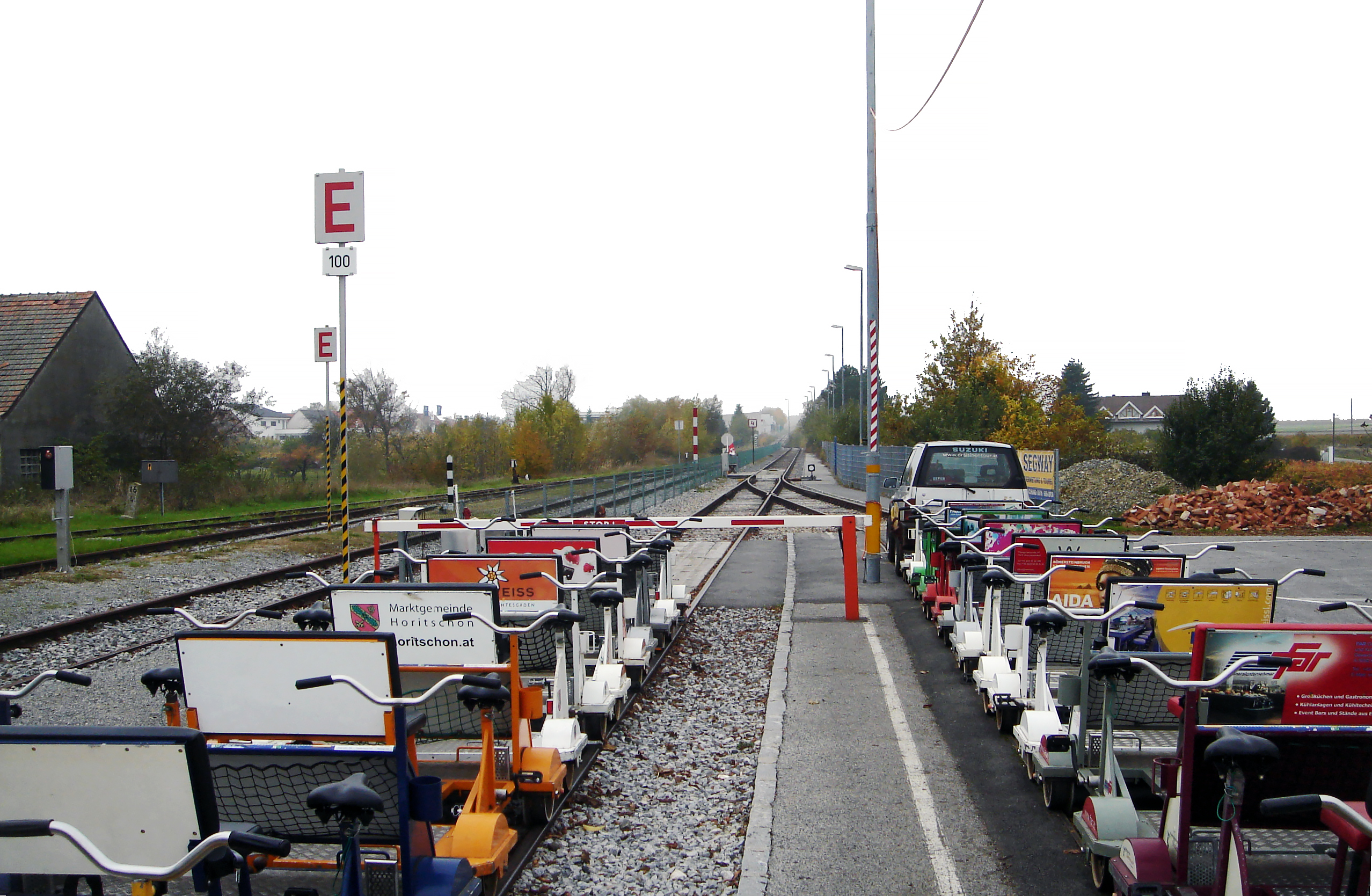
Burgenlandbahn: Beginn der Draisinenstrecke im Bahnhof Neckenmarkt-Horitschon

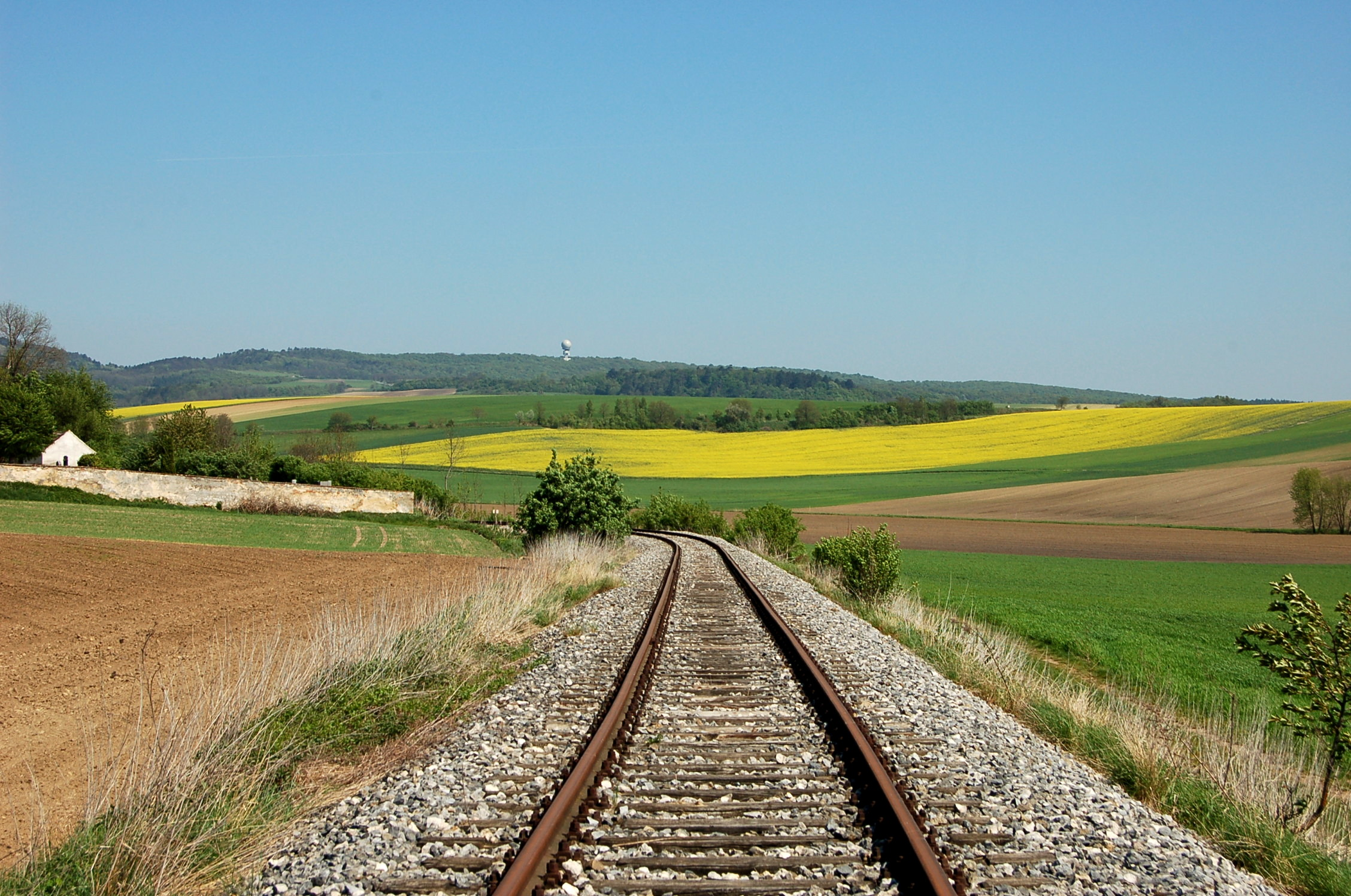
Draisinenstrecke auf der Lokalbahn Korneuburg–Hohenau

### Burgenland
- Auf der Burgenlandbahn zwischen Neckenmarkt–Horitschon und Oberpullendorf.[29]
- Ehemals wurden auf einem Nebenast der Pinkatalbahn (im Burgenland) von Oberwart nach Oberschützen im Sommer Fahrten mit Motordraisinen veranstaltet.

### Kärnten
- Auf der Gailtalbahn von Kötschach-Mauthen nach Jenig wird die Strecke ab Sommer 2020 mit Fahrraddraisine bedient.[30]

### Niederösterreich
- Von 2011 bis 2019 gab es auf der Zweigbahn Bruck an der Leitha–Petronell-Carnuntum der Ostbahn zwischen den Ortsgrenzen von Bruck an der Leitha und Petronell-Carnuntum eine Fahrraddraisine. Aufgrund des schlechten Zustand wurde die Strecke 2019 abgetragen.[31]
- Im Weinviertel auf der Lokalbahn Korneuburg–Hohenau zwischen Ernstbrunn und Asparn an der Zaya fährt die Weinvierteldraisine[32]
- Im Weinviertel auf der Lokalbahn Korneuburg–Hohenau zwischen Asparn und Mistelbach fährt im Sommer das Zayataler Schienentaxi (Motordraisinen)[33]
- Einige Jahre bestand touristischer Draisinenbetrieb auf der Schmalspurbahn Wieselburg–Mank. Dieser Betrieb ist im Jahr 2020 auf die Schmalspurstrecke Göstling–Lunz übersiedelt.[34][35]

### Steiermark
- Ehemals, zuletzt am 31. Oktober 1999, wurden auf der Thörlerbahn Draisinenfahrten durchgeführt. 2003/2004 wurden die Gleise abgebaut.

## Schweiz
- Auf der Sursee-Triengen-Bahn (ST) können Fahrten mit einer Motordraisine für kleinere Gruppen gemacht werden.[36] Ebenfalls sollen öffentliche Fahrten auf der einmaligen, fahrleitungslosen Strecke im luzernischen Suhrental stattfinden.
- Einige, meist stillgelegte Linien werden zudem mit Handdraisinen und Schienenvelos Fahrten befahren, so z. B. auf der Strecke Laupen–Gümmenen im Kanton Bern (Teil der Sensetalbahn) oder auf der kantonsübergreifenden Strecke von Ramsen (SH) nach Etzwilen (TG) auf der Bahnstrecke Singen–Etzwilen. Dies gilt seit Spätsommer 2020 auch für den internationalen Abschnitt nördlich von Etzwilen.[37]

## Dänemark
- Die Assensbanen kann von Mitte April bis Mitte Oktober auf einer Strecke von ungefähr 30 km Länge befahren werden. Die Strecke verläuft von Tommerup St. (Stationsby) über Knarreborg zum kleinen Dorf Nårup mit der alten Station und der Galaxis. Von Nårup verläuft die Strecke entlang der Wälder von Krengerup nach Glamsbjerg, Flemløse, Ebberup und Assens. Unterwegs gibt es Aussicht auf die Kirche von Dreslette, die Bucht von Helnæs und das Fischerdorf Thorøhuse.
- Zwischen den Orten Nørre Nebel und Nymindegab verläuft auf einer Länge von ca. 6,5 km eine Strecke für Fahrraddraisinen. Es handelt sich dabei um einen stillgelegten Teilabschnitt der Bahnstrecke Varde–Nørre Nebel–Tarm. Die Strecke ist zwischen dem 1. April und 31. Oktober geöffnet.[38]

## Frankreich
- Drugeac-Salins, Region Auvergne-Rhône-Alpes: Seit 2010 ist die etwa 7,2 km lange Fahrraddraisinenstrecke von Drugeac zum Wasserfall bei Salins in Betrieb

## Norwegen
In Norwegen können Draisinen z. B. am Campingplatz in Namsos für einen Teil der stillgelegten Bahnstrecke Grong–Namsos (ca. 12,5 km von Namsos bis Skage) gemietet werden.

## Schweden
- Ehemals: Bahnstrecke Jörn–Arvidsjaur – Draisinenverkehr 2010 eingestellt
- Bengtsfors–Arjäng in Värmland
- Bahnstrecke Ljusdal–Hudiksvall
- Bahnstrecke Strömtorp–Gullspång
- Abschnitte der Inlandsbahn zwischen Mora und Vansbro
- zwei kürzere Strecken in der Umgebung von Ystad

## Handcar-Rennen

### Nordamerika
- Das Palmerston Railway Heritage Museum, Ontario, Kanada wickelt jeden Juni die Canadian Championship Handcar Races ab – erstmals 1992.[40]
- Dr. E. P. Kitty’s Wunderkammer, veranstaltet die Great Sonoma County Handcar Races (ehemals: The Hand-car Regatta), in der Remise der Altstadt von Santa Rosa, Kalifornien, USA.
- In Willits, Kalifornien, USA fand ab 8. September 2012 ein Handcar-Rennen statt.

### Australien
- Mit erhaltenen Handcars des australischen Herstellers Kalamazoo Manufacturing Company werden in Australien Rennen gefahren.